# シューベルトのワルツ
シューベルトのワルツでは、フランツ・シューベルトが主にピアノ独奏のために作曲したワルツ作品群について記述する。これらの曲は単一の曲集ではなく、いくつかの作品集（後述）に収められている。
友人たちの前で即興的に演奏したのがもとで生み出されたこれらの作品は、全体的に平易な演奏技術で楽しむことができ、親しみやすく短い旋律のものがほとんどである。また、繰り返しの多い接続曲であるから、現実の舞踏に沿って自由に組み合わせが行える。ピアノの教育用に取り上げられることも多い。
調性はピアノ音楽ということを配慮して、変イ長調やロ長調が多い。また一部単旋律のものも含まれており、ヴァイオリンや木管楽器による演奏も可能である。
シューベルトのワルツは以下の作品集に収められている。これらの中には、ワルツ以外の舞曲も含まれている。
- 12のワルツ、17のレントラーと9つのエコセーズ（作品18、D145）　1815年 - 1821年
- 20のワルツ（作品127、D146）　1815年 - 1823年
- 36の独創的舞曲（作品9、D365）　1818年 - 1821年
  - 特に第2曲変イ長調が知られる。
- 16のレントラーと2つのエコセーズ（ウィーンの淑女たちのレントラー）（作品67、D734）　1826年頃
- ギャロップと8つのエコセーズ（作品49、D735）　1825年
- 感傷的なワルツ集（D779）　1823年 - 1825年
- 16のドイツ舞曲と2つのエコセーズ（D783）　1823年 - 1824年
- 12のドイツ舞曲（レントラー集）（D790）　1823年
- 12のグラーツのワルツ（作品91、D924）　1827年?
- グラーツのギャロップ（D925）　1827年?
- 高雅なワルツ集（12のワルツ）（作品77、D969）

## シューベルトのワルツを基にした楽曲
フリードリヒ・カルクブレンナーの『ベートーヴェンの好みのワルツによる変奏曲』作品118は、実際にはシューベルトの作品9-2が主題となっている。
フランツ・リストは、上記のワルツによる9曲からなるパラフレーズ『ウィーンの夜会（シューベルトの「ワルツ・カプリス」）』S.427を作曲している。ちなみに、同作に倣って弟子のカール・タウジヒが作曲した5曲の「新ウィーンの夜会（ヨハン・シュトラウス2世の「ワルツ・カプリス」）」は、タイトル通りヨハン・シュトラウス2世のワルツによるものである。
モーリス・ラヴェルの『高雅で感傷的なワルツ』は、上記の「高雅なワルツ集」と「感傷的なワルツ集」から一部を取って題名を付けたもので、冒頭のモチーフなどに「高雅なワルツ集」の一部を用いている。